# London Necropolis Railway
 (janvier 2017).
La London Necropolis Railway était une ligne de chemin de fer ouverte en novembre 1854 par la London Necropolis Company (LNC), pour transporter les corps des défunts et les personnes en deuil entre Londres et le récemment ouvert cimetière de Brookwood à 23 miles (37 km) au sud-ouest de Londres à Brookwood, dans le Surrey.

## Histoire

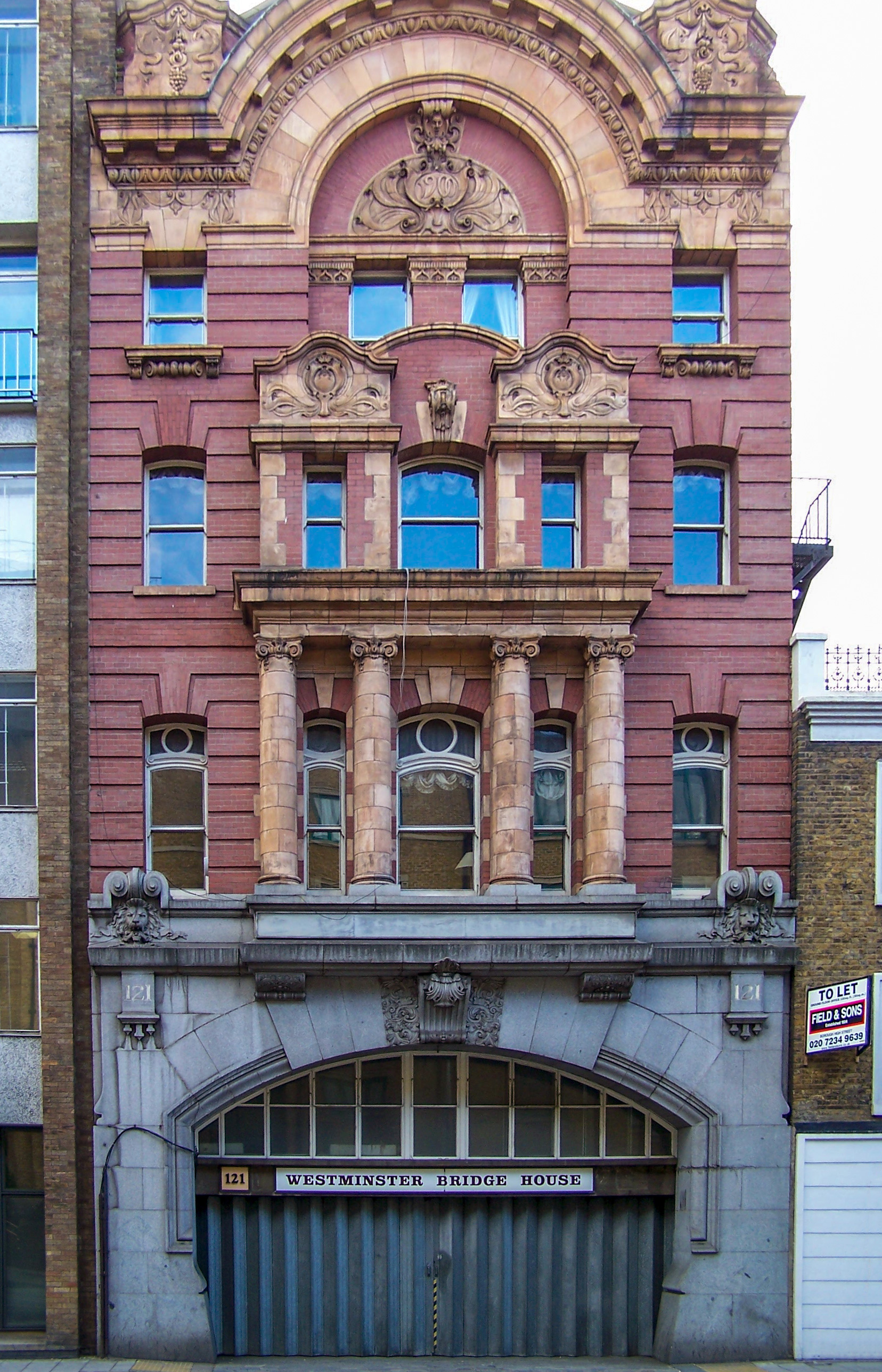
London necropolis terminus.

À l'époque le plus grand cimetière au monde, le cimetière de Brookwood avait été conçu pour être suffisamment grand pour accueillir tous les décès à Londres pour les siècles à venir, et la LNC espérait obtenir un monopole sur le marché Londonien des inhumations. Le cimetière avait été volontairement construit assez loin de Londres afin de ne jamais être touché par la croissance urbaine et dépendait des chemins de fer pour sa liaison avec la ville.
La liaison empruntait principalement la ligne existante de la London and South Western Railway (LSWR) mais avait ses propres embranchements distincts de la ligne principale à la fois à Londres et Brookwood. Les trains chargeaient les cercueils et les passagers dans un terminal dédié du réseau LSWR de la gare de Waterloo, à Londres. En arrivant au cimetière, les trains faisaient demi-tour vers un embranchement dédié comprenant deux stations dans le cimetière, l'un pour les enterrements anglicans et l'autre pour les non-conformistes (non-anglicans) et ceux qui ne voulaient pas de funérailles selon les rites de l'église anglicane. Il existait des salles d'attente et des compartiments de train séparés, à la fois pour les défunts et pour les passagers vivants, pour éviter que se mélangent des personnes de religion et de milieux sociaux différents. En plus du service des funérailles courantes, le London Necropolis Railway a été utilisé pour transporter un grand nombre de corps exhumés au cours du transfert des corps d'un certain nombre de cimetières de Londres vers Brookwood.
La compagnie ne réussit pas à obtenir un monopole des inhumations, et le dispositif ne connut pas le succès que ses promoteurs avaient espéré. Alors qu'ils avaient prévu de transporter entre 10 000 et 50 000 corps par an, en 1941, à la suite de 87 ans de fonctionnement, seulement un peu plus de 200 000 sépultures avaient été ouvertes dans le cimetière de Brookwood, soit environ 2 300 corps par an.
Dans la nuit du 16 au 17 avril 1941, le terminus de Londres fut gravement endommagé dans un raid aérien et rendu inutilisable. Bien que la LNC a continué à fonctionner occasionnellement pour des services funéraires depuis la  gare de Waterloo jusqu'à la gare de Brookwood, immédiatement au nord du cimetière, le London Necropolis Railway n'a jamais été utilisé de nouveau. Peu après la fin de la Seconde Guerre mondiale, les parties restantes de la gare londonienne ont été vendues comme espaces de bureau, et la voie ferrée dans le cimetière a été supprimée. Le bâtiment qui abritait les bureaux de la LNC à Londres existe toujours. Les deux stations dans le cimetière sont restées ouvertes quelques années comme kiosques à rafraichissements mais ont par la suite été démolies. L'emplacement de la gare du nord, desservant la partie du cimetière pour les non-conformistes est maintenant fortement envahi par les herbes et broussailles. La gare du site du sud, destinée aux Anglicans, est maintenant l'emplacement d'un  monastère russe orthodoxe et d'une chapelle pour King Edward the Martyr, qui intègrent les parties restantes de la plate-forme et des chapelles de l'ancienne gare.

## Classes et tarifs
La London Necropolis Company offrait trois classes de funérailles, qui déterminaient également le type de billets de train vendus aux personnes en deuil et pour le transport du défunt. Un enterrement de première classe permettait à la personne achetant l'enterrement de sélectionner l'emplacement de son choix n'importe où dans le cimetière. 
Au moment de l'ouverture du cimetière, les prix commençaient à £2 10s (environ £212[réf. nécessaire] à notre époque) pour un emplacement standard de 9X4 pieds (soit 2.7m X 1.2m) sans demandes particulières pour le cercueil. Il était prévu par la LNC que les tombes de première classe auraient droit à l'érection d'un mémorial permanent d'une certaine sorte, en temps voulu, après les obsèques. La deuxième classe des funérailles coûtait 1 £ (environ £85 en 2025) et offrait un certain contrôle sur l'emplacement de la sépulture. Le droit d'ériger un mémorial permanent coûtait un supplément de 10 shillings (environ £42 à notre époque) ; si un mémorial permanent n'était pas érigé le LNC se réservait le droit de réutilisation de l'emplacement de la tombe dans l'avenir. La troisième classe de funérailles était réservée aux funérailles des pauvres; ceux enterrés aux frais d'une paroisse étaient enterrés dans la section du cimetière dédiée à cette paroisse. Bien que la LNC ait interdit d'utiliser des fosses communes (autres que l'enterrement des plus proches parents dans la même tombe) et que même la plus basse classe de funérailles ait droit à des tombes séparée par défunt, les funérailles de troisième classe ne donnaient pas le droit d'ériger un mémorial permanent sur le site. (Les familles de ceux qui étaient enterrés pourrait payer par la suite la mise à niveau d'une tombe de troisième catégorie vers une classe supérieure, si plus tard, ils voulaient ériger un monument, mais cette pratique est rare)
Les actes du parlement instituant la LNC, précisaient le prix maximum des billets pour la ligne, le trafic n'ayant jamais atteint un niveau justifiant un lobbying, par la LNC ou la LSWR il n'y eut jamais de modification de la législation. En conséquence, malgré les effets de l'inflation, de la concurrence et de coûts variables, les tarifs de la London Necropolis Railway n'ont jamais changé au cours des 85 premières années de ses 87 ans de fonctionnement. En 1854 les passagers payaient 6s en première classe, 3s 6d, en deuxième classe et 2s en classe de troisième (soit une valeur d'environ £25, £15 et £8, respectivement en 2017) pour un billet aller-retour, tandis que les corps transportés payaient 1 £ en première classe, 5s en deuxième classe et 2s 6d en classe de troisième (soit une valeur d'environ £85, £21 et £11 respectivement en 2017) pour un billet aller-simple. La ligne ayant été conçue uniquement pour être utilisée par les Londoniens en visite au cimetière ou assistant à des funérailles, les seuls billets pour les passagers vivants étaient des allers-retours au départ de Londres. En 1918, la compagnie LSWR (qui fournissait à la LNC les voitures de voyageurs) a supprimé ses tarifs de deuxième classe  et en conséquence la LNC a abandonné la vente de la classe de seconde pour les passagers, mais a continué à vendre des billets en première, deuxième et troisième classe pour  les cercueils en fonction du type de funérailles réservé.

## Dans la culture populaire
En tant qu'éléments clé du roman Nécropolis de Basil Copper (1980), ainsi qu'à la suite de la publication en 2002 du roman de Andrew Martin The Necropolis Railway, le chemin de fer et le cimetière ont reçu un renouveau d'attention conséquent. Les deux livres ont été salués par la critique et conduit à l'augmentation de l'intérêt public pour la London Necropolis Company et ses activités ferroviaires.
Le 31 juillet 2015, l'épisode démarrant la troisième saison de la série Ripper Street met en scène une collision entre une locomotive de la ligne principale et un train de la LNC qui avait été détourné par des criminels sur la mauvaise ligne.
Le London Necropolis Railway et le cimetière sont au cœur du roman Sherlock Holmes et la veuve indélicate par Mags L. Halliday dans les Rencontres de Sherlock Holmes édité par George Mann (2013).
Une partie du roman posthume de Louis-Ferdinand Céline Londres, paru en 2022, se déroule aux alentours de Necropolis Railways ; un personnage en est le chef de gare, l'autre un médecin. 